# الغارة على برلين 1757
تمت الغارة على برلين عام 1757 أثناء الحرب السيليزية الثالثة (جزء من حرب السنوات السبع) حين هاجم فرسان الإمبراطورية الرومانية المقدسة برلين عاصمة بروسيا واحتلوها لفترة وجيزة.

## الخلفية
بعد حرب الخلافة النمساوية، انهارت التحالفات الأوروبية التقليدية واستعيض عنها باتفاق أنجلو بروسي وتحالف فرنسي نمساوي. هذه الثورة المعروفة باسم الثورة الدبلوماسية تسببت في حرب السنوات السبع. قام فريدرش العظيم، ملك بروسيا ومنافس الإمبراطورة الرومانية المقدسة ماريا تيريزا، بغزو سيليزيا في 18 يونيو 1756 لكنه تعرض لهزيمته الأولى في كولين. في أعقاب المعركة، ومع ذلك، أهمل فريدريك حماية النهج إلى عاصمته، برلين.

## المعركة
لاحظ القادة النمساويون هذا الخلل، وأرسل الأمير تشارلز لورين، قائد القوات النمساوية التي واجهت الجيش الرئيسي لفريدرش، ضابط الفرسان الهنغاري الكونت أندراس هادك وقوة من حوالي 5,100 رجل، معظمهم من الفرسان الهنغاريين أو الكروات، لاستعادة المدينة. مع ذلك، ولحراسة قاعدته الرئيسية في Elsterwerda، ترك هادك وراءه عددًا كافيًا من القوات لدرجة أن حامية برلين المطمئنة كانت تفوق عدد أفراد فريقه.[بحاجة لمصدر]
في 16 أكتوبر، وصل هادك وقوته المداهمة خارج برلين. ومع أن المدافعين عن بروسيا فوجئوا، إلا أنهم رفضوا مطالب استسلام هادك. هاجم هادك على الفور بوابات المدينة، حيث دخلها. اعتقد الحاكم العسكري للمدينة، الجنرال روتزو، أن عدد قواته كان أقل، وأخذ عدد أفراد العائلة المالكة حيث حشدهم إلى شبانداو، بينما طالب هادك مجلس المدينة بدفع فدية قدرها 200 ألف من النقد الجرماني الفضي وإثناة عشر زوجًا من القفازات للإمبراطورة. تم دفع الفدية، لكن هادك غادر المدينة على عجل عندما أدرك أن هناك قوة بروسية مهمة بقيادة أمير أنهالت ديساو تسير نحو برلين في محاولة لاعتراضه.